# Меса-де-Гуадалупе
Меса-де-Гуадалупе (исп. Mesa de Guadalupe) — небольшой город в восточной части Мексики, на территории штата Веракрус. Входит в состав муниципалитета Альто-Лусеро-де-Гутьеррес-Барриос.

## Географическое положение
Меса-де-Гуадалупе расположен на востоке центральной части штата, к северу от реки Актопан, на расстоянии приблизительно 19 километров (по прямой) к востоку от города Халапа-Энрикеса, административного центра штата. Абсолютная высота — 834 метра над уровнем моря.

## Население
Согласно данным, полученным в ходе проведения официальной переписи 2005 года, в городе проживало 2657 человек (1298 мужчин и 1359 женщин). Насчитывалось 634 дома. По возрастному диапазону население распределилось следующим образом: 38,4 % — жители младше 18 лет, 53,4 % — между 18 и 59 годами и 8,2 % — в возрасте 60 лет и старше. Уровень грамотности среди жителей старше 15 лет составлял 88,4 %.
По данным переписи 2010 года, численность населения Меса-де-Гуадалупе составляла 3115 человек. Динамика численности населения города по годам:
| 2000 | 2005 | 2010 |
| ---- | ---- | ---- |
| 2789 | 2657 | 3115 |